# Epicypta iranchesi
Epicypta iranchesi är en tvåvingeart som beskrevs av Lane 1960. Epicypta iranchesi ingår i släktet Epicypta och familjen svampmyggor. Inga underarter finns listade i Catalogue of Life.